# Theresienmesse

Marie Therese, Gattin Franz’ II.

Die Theresienmesse in B-Dur von Joseph Haydn (Hob. XXII:12), die zu seinen sechs späten Messen gehört, wurde 1799 komponiert und erhielt ihren volkstümlichen Beinamen, weil das Werk der Frau Franz’ II./I., Marie Therese, gewidmet sein soll. Komponiert hat Haydn die Messe für seinen Dienstherrn Nikolaus II. Fürst Esterházy, für den er alle seine späten Messen schrieb, aus Anlass des Namenstags von Maria Josepha Hermengilde Esterházy de Galantha. Die Theresienmesse verfügt über ein hohes Maß an Klangschönheit und ästhetisch-künstlerischer Qualität.
Die Uraufführung der Theresienmesse fand am 8. September 1799 in der Bergkirche von Eisenstadt statt. Die Messe ist geschrieben für Chor, Soloquartett, Orgel, zwei Klarinetten, zwei Trompeten, Fagott, Streicher und Pauken.
Die Messe ist sechsteilig angelegt:
- Kyrie: Adagio  – Allegro – Adagio
- Gloria: Allegro – Moderato – Piu animato – Vivace
- Credo: Allegro – Adagio – Allegro
- Sanctus: Andante – Allegro
- Benedictus: Moderato
- Agnus Dei: Adagio – Allegro